# Sokół (rapero)
Wojciech Sosnowski (Varsovia, Polonia, 11 de marzo de 1977), más conocido por su seudónimo Sokół, es un rapero y músico polaco, integrante de las bandas ZIP Skład (Ziomki I Przyjaciele) y WWO (W Witrynach Odbicia, W Wyjątkowych Okolicznościach) junto a DJ Deszczu Strugi y Jędker. Conocido por sus textos y sus canciones profundas, Sokół es fundador y copropietario de la compañía discográfica Prosto.

## Discografía

### Álbumes en solitario
| Czysta brudna prawda (con Marysia Starosta)                                         | - Publicación: 16 de mayo de 2011 - Discográfica: Prosto - Formatos: CD, LP, descarga digital       | 4  | - POL: +30 000 | - POL: platino    |
| Czarna biała magia (con Marysia Starosta)                                           | - Publicación: 13 de diciembre de 2013 - Discográfica: Prosto - Formatos: CD, LP, descarga digital  | 1  | - POL: +30 000 | - POL: platino    |
| Różewicz – Interpretacje (con Hades y Sampler Orchestra)                            | - Publicación: 12 de junio de 2015 - Discográfica: Prosto, NCK - Formatos: CD, LP, descarga digital | 29 |                |                   |
| Wojtek Sokół                                                                        | - Publicación: 15 de febrero de 2019 - Discográfica: Prosto - Formatos: CD, descarga digital        | 1  | - POL: +60 000 | - POL: platino x2 |
| «—» denota una publicación que no entró en las listas o que el dato es desconocido. | |    |                |                   |

### Álbumes con ZIP Skład
| Chleb powszedni                                                                     | - Publicación: 6 de septiembre de 1999 - Discográfica: RRX - Formatos: CD | 47 | - POL: +20 000 |  |
| «—» denota una publicación que no entró en las listas o que el dato es desconocido. |                                                                           |    |                |  |

### Álbumes con WWO
| Masz i pomyśl                                                                       | - Publicación: 6 de septiembre de 2000 - Discográfica: BMG Poland - Formatos: CD               | 13 | - POL: +25 000 |            |
| We własnej osobie                                                                   | - Publicación: 28 de octubre de 2002 - Discográfica: Prosto - Formatos: CD, descarga digital   | 8  |                |            |
| Witam was w rzeczywistości                                                          | - Publicación: 15 de noviembre de 2005 - Discográfica: Prosto - Formatos: CD, descarga digital | 12 | - POL: +15 000 | - POL: oro |
| Życie na kredycie                                                                   | - Publicación: 15 de noviembre de 2005 - Discográfica: Prosto - Formatos: CD, descarga digital | 18 | - POL: +15 000 | - POL: oro |
| «—» denota una publicación que no entró en las listas o que el dato es desconocido. |                                                                                                |    |                |            |